# Freya (radar)

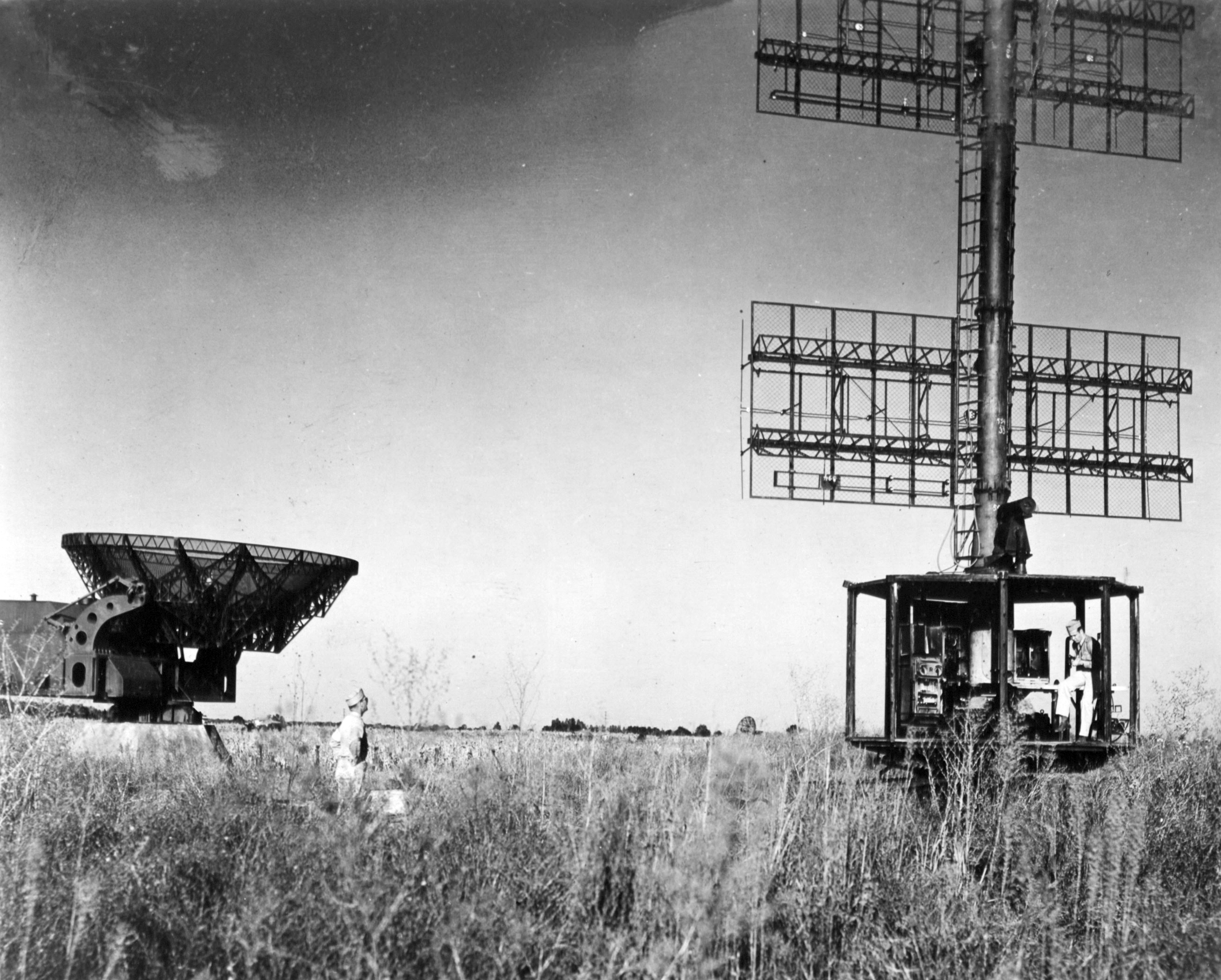
Um radar Freya (à direita) e um Würzburg (à esquerda)

Freya foi um radar desenvolvido e usado pela Alemanha Nazi durante a Segunda Guerra Mundial. O seu nome vem da deusa nórdica Freyja. Durante a guerra, mais de um milhar de radares deste tipo foram construídos. O Freya era usado em conjunto com o Würzburg; enquanto o Freya detectava se aeronaves inimigas se aproximavam e que caminho seguiam, o Würzburg determinava a que altura e distância essas aeronaves estavam.